# Jefferson (Wirginia Zachodnia)
Jefferson – jednostka osadnicza w Stanach Zjednoczonych, w stanie Wirginia Zachodnia, w hrabstwie Kanawha.